# Saint-Laurent-des-Arbres
 Saint-Laurent-des-Arbres  es una población y comuna francesa, situada en la región de Languedoc-Rosellón, departamento de Gard, en el distrito de Nimes y cantón de Roquemaure.

## Demografía
| 900 | 1847 | 2056 | 1403 | 1683 | 1743 |
| Para los censos de 1962 a 1999 la población legal corresponde a la población sin duplicidades (Fuente: INSEE [Consultar]) |      |      |      |      |      |